# Cyaniris spadae
Cyaniris spadae är en fjärilsart som beskrevs av Hellweger 1896. Cyaniris spadae ingår i släktet Cyaniris och familjen juvelvingar. Inga underarter finns listade i Catalogue of Life.